# Wateni
Wateni è un comune rurale del Mali facente parte del circondario di Sikasso, nella regione omonima.
Il comune è composto da 11 nuclei abitati:
- Bougoulaba
- Chokoro
- Diègui
- Fougani
- M'Pankourou
- Miambougou
- N'Golonomo
- N'Tjilla (centro principale)
- Sibirila
- Tiola
- Wana